# 인포마
인포마(Informa plc)는 영국 런던에 본사를 둔 영국의 출판, 비즈니스 인텔리전스 및 전시회 그룹이다. 런던 증권거래소에 상장되어 있으며 FTSE 100 지수의 구성 요소이다.
43개국에 지사를 두고 있으며 직원 수는 약 11,000명이다. 인포마는 CRC 프레스, 팬 엑스포 HQ(Fan Expo HQ), 게임 개발자 회의, 라우틀리지, 테일러 앤드 프랜시스 및 비드콘(VidCon)을 포함한 수많은 브랜드를 소유하고 있다.
인포마는 북미 및 아시아 시장 확장 전략의 일환으로 2018년 6월 UBM을 인수했다.